# Leuceria leontopodioides
Leuceria leontopodioides là một loài thực vật có hoa trong họ Cúc. Loài này được (Kuntze) K.Schum. mô tả khoa học đầu tiên năm 1900.